# Adam Heinrich von Jordan
Adam Heinrich von Jordan (auch Jordan und Alt-Patschkau) (geb. 4. November 1691 in Dralin (Kreis Lublinitz); gest. 1762) war ein preußischer Landrat.

## Herkunft
Adam Heinrich von Jordan war der Sohn von Hans George von Jordan (1651–1718), Erbherr auf Dralin und dessen vierter Ehefrau Johanna Sophia, geb. Woislawsky.

## Leben
Adam Heinrich wurde 1744 erster Kreisdeputierter im Kreis Lublinitz. 1759 oder 1760 wurde er Nachfolger von Johann Ludwig von Goczalkowsky als Landrat des Kreises Lublinitz. Das Amt als Landrat übte er bis zum Jahr 1762 aus, Nachfolger wurde 1763 Christoph Heinrich von Dziembowski-Pomian.

## Persönliches
Adam Heinrich von Jordan war Erbherr auf Dralin, Wendrin und Alt-Patschkau. Er war seit 1723 in erster Ehe mit Anna Benigna (1705–1783), geb. von Koschützki, verheiratet. Sein Sohn Christian Gottlieb (1738–1811) war Erbherr auf Bischdorf, sowie Schwieger- und Adoptivvater von Martin Ludwig von Jordan (1762–1833), Landrat des Kreises Rosenberg.